# Ільзе Бінґ
Ільзе Бінґ (23 березня 1899 — 10 березня 1998) — німецька авангардна та комерційна фотографка, яка створювала новаторські монохромні зображення в міжвоєнну епоху.

## Біографія

### Походження та ранні роки
Бінґ народилася в багатій єврейській родині франкфуртського купця Луїса Бінґа та його дружини Йогани Еллі Бінґ, уродженої. Кац. У віці 14 років їй подарували камеру Kodak, за допомогою якої вона зняла свій перший автопортрет. Бінґ почала вивчати математику та фізику у Франкфуртському університеті в 1920 році, але незабаром її інтереси змінились на користь історії мистецтва та історії архітектури. Зимовий семестр 1923/1924 рр. Вона провела у Віденському інституті мистецтв.
У 1924 році Бінґ розпочала писати дисертацію про архітектора Фрідріха Гіллі (1772—1800). Її перші фото були створені в рамках цієї роботи після того, як вона придбала свій перший портативний фотоапарат, Voigtländer (9x12 см). Саме тоді в Бінґ розвинувся інтерес до фотографії що триватиме протягом усього її життя. Коли вона закінчила навчання влітку 1929 року і полишила дисертацію, вона повністю занурилася у фотографію, придбала сучасну Leica (35-міліметрову камеру) і почала працювати у фотожурналістиці. Протягом наступних двох десятиліть Leica залишатиметься основним інструментом художньої творчості Бінґ.

### Париж
Наприкінці 1930 року Ільзе Бінґ переїхала до Парижа і продовжила там свою фотографічну роботу. Репортажні завдання вона отримувала за посередництва угорського журналіста Генріха Гуттмана. Щоб проявляти фотографії, Гуттман надав їй гараж, який Бінґ використовувала як фотолабораторію.
Її переїзд з Франкфурта до Парижу, де як раз зароджувалися авангардизм і сюрреалізм, ознаменував початок найуспішнішого періоду її кар'єри. Вона фотографувала в галузях фотожурналістики, архітектурної фотографії, реклами та моди, а її роботи публікувались у таких журналах, як Le Monde Illustre, Harper's Bazaar та Vogue. Спершу вона проживала в готелі Londres на вулиці Бонапарт, а потім у 1931 році вона переїхала на проспект Мен 146. У тому ж році роботи Бінґ виставлялися як у Франції, так і в Німеччині. Швидкий успіх фотографки та статус єдиної професійної фотографки в Парижі, яка використовувала просунутий фотоапарат Leica, приніс їй титул «королеви Leica» яким її наділив критик та фотограф Еммануель Сугес, з яким вона познайомилася в 1931 році. У 1933 році Бінґ покинула авеню Мен і переїхав до вулиці Варенн в дім номер 8. Там вона познайомилася із піаністом і вчителем музики Конрадом Вольфом, який жив в тому ж будинку. Трохи пізніше вони стали парою.
Коли Бінґ відвідала Нью-Йорк у 1936 році, вона отримала пропозицію працювати фотографкою в журналі Life, однак вона відмовилася, щоб не розлучатись із Вольфом, який жив у Парижі. У цьому ж році її роботи були включені в першу виставку сучасної фотографії, що відбулася в Луврі, а в 1937 році вона поїхала до Нью-Йорка, де її зображення були включені в знакову виставку «Фотографія 1839—1937» в Музеї сучасного мистецтва. Бінґ і Вольф одружилися в листопаді того ж року і разом переїхали на бульвар Журден в 1938 році.
Бінґ залишалася в Парижі протягом десяти років, але в 1940 році, коли Париж був захоплений німцями під час Другої світової війни, вона та її чоловік, які були обома євреями, були вислані в окремі табори на півдні Франції. Бінґ провела шість тижнів у таборі в Гурсі, в Піренеях, де вона познайомилася з Ганною Арендт.

В інтерв'ю німецькій фотографці Герлінде Кьобль, Бінґ пізніше сказала: 
«Багато людей просто називали його табором для інтернованих, оскільки з нами не поводились жорстоко. Я сприймала його як концтабір. Бути відокремленою від свого чоловіка, не знаючи, де він перебуває, не знаючи, що відбувається у світі… Ця неволя, абсолютна відсутність свободи та деградація. Я завжди мала при собі лезо для бритви. Я твердо вирішила не дозволити нацистам мене інтернувати. Тоді я забрала б своє життя. Але ви можете витримати набагато більше, ніж ви думаєте. Це було гірше, ніж ви могли собі уявити, і ви могли перетерпіти більше, ніж вважали можливим».
Після того, як Вольф за великі кошти звільнив Бінґ, їм вдалося разом дістатися до Марселя. Там вони чекали дев'ять місяців на в'їзні візи до США. Необхідне для цього спонсорське посвідчення було видано автором та журналістом Хендріком Віллемом ван Лоном, з яким Бінґ познайомилася в 1930 році. У 1941 році Бінґ і Вольф нарешті емігрували й оселилися в Нью-Йорку.

### Нью-Йорк
Там їй довелося відновлювати свою репутацію, і хоча вона постійно працювала в галузі реклами та портретної фотографії, їй не вдалося отримати важливі замовлення, як колись у Парижі.
Коли Бінґ та її чоловік втекли з Парижа, вона не змогла забрати із собою свої негативи й залишила їх у друга на зберігання. Після війни її друг доставив відбитки Бінґ до неї в Нью-Йорк, але Бінґ не могла дозволити собі заплатити всі митні збори, щоб отримати їх усі. Деякі з її оригінальних негативів були втрачені, коли Бінґ довелося вибрати, які з них зберегти.
У 40-50-х роках Бінґ була найбільш відома своїми портретами дітей, але також фотографувала таких особистостей, як Дуайт Д. Ейзенхауер та його дружина Меймі.
У 1947 році Бінґ зрозуміла, що Нью-Йорк оживив її мистецтво. Її стиль змінився; м'якість, яка характеризувала її творчість у 30-х роках, поступилася місцем жорстким формам і чітким лініям, з відчуттям суворості та замкнутості. Це було показовим для того, як життя та світогляд Бінґ змінилися з її переїздом до Нью-Йорка та пов'язаними з війною подіями 1940-х років.
Також у 1947 р. вона вперше після закінчення війни поїхала до Німеччини та Франції, відвідавши зруйнований війною Франкфурт і пробувши в Парижі три місяці. З 1950 року Бінґ працювала з Rolleiflex, який вона використовувала нарівні з Leica протягом наступних двох років, але з 1952 року вирішила працювати виключно із Rolleiflex.

У 1951 та 1952 роках вона знову відвідала Париж. У 1957 році вона відмовилася від чорно-білої фотографії та зосередилася на роботі з кольоровими негативами. У 1959 році Бінґ вирішила повністю відмовитися від фотографії. Вона відчула, що цей засіб самовираження більше не задовольняв її потреб, крім того, здавалося, втомилася від фотографії. В результаті вона почала створювати тексти, колажі та малюнки. Пізніше вона сказала:
«Я не могла сказати нічого нового за допомогою цього засобу вираження. Я перестала працювати з камерою на піку своїх фотографічних навичок. Я не могла використати їх, щоб висловити те, що переживала. Звичайно, я могла робити гарні знімки, але це вже не йшло зсередини. Характер творчості змінився з моїм розвитком, і тепер вона отримала нове обличчя»
У середині 1970-х Музей сучасного мистецтва придбав і продемонстрував кілька її фотографій Це шоу викликало відновлений інтерес до творчості Бінґ, і наступні виставки її творчості включали персональну виставку в галереї Віткінса в 1976 році та мандрівну ретроспективу під назвою "Ільзе Бінґ: Три десятиліття фотографії" організовану Музеєм мистецтв Нового Орлеана. Потім відбулися численні персональні виставки в Нью-Йорку, Лас-Вегасі, Чикаго, Сан-Франциско, Франкфурті та багатьох інших. Фотографії Бінґ також були представлені на багатьох групових виставках.
Свою першу книгу Бінґ опублікувала в 1976 році під назвою Words as Visions («Слова як видіння»). Наступною книжкою стала Numbers in Images («Числа у зображеннях»), у 1978 році. У 1982 році Бінґ опублікувала ілюстровану книгу Women from Cradle to Old Age — 1929—1955 («Жінки від колиски до старості — 1929—1955»), яка містить численні монохромні, а також кольорові фотопортрети жінок. Передмову до неї написала Жизель Фройнд.
Увага до себе, яку Бінґ отримала у 1970-х до 1980-х роках, перегукується зі зростаючим захопленням та інтересом до європейської фотографії 1920-х і 1930-х років у той же період.
З 1984 року Ільзе Бінґ виступала в США та Німеччині з доповідями про розвиток сучасного мистецтва, особливо фотографії. Під час цієї діяльності вона проводила лекції у Франкфурті, Ессені, Кельні, Новому Орлеані та Нью-Йорку.
В останні кілька десятиліть свого життя вона писала вірші, робила малюнки та колажі, іноді використовувала в них фрагменти фотографій. Їй було цікаво поєднувати математику, слова та образи.
Ільзе Бінґ померла 10 березня 1998 року, незадовго до свого дев'яносто дев'ятого дня народження, у Нью-Йорку.

## Художня практика та теми

### Художня практика
Ільзе Бінґ завжди мала свій особливий погляд на фотографію, і це стосується як її портретів, так і незліченних архітектурних фотографій. Бінґ багато експериментувала, але її фотографії часто тяжіють до природності та її досконалості. Хоча її підхід до ремесла часто був спонтанним та інтуїтивним, він також характеризувався великою обережністю та точністю. Її роботи були, значною мірою, сформовані тогочасним абстрактним живописом, а також новим баченням та сюрреалізмом. Оскільки проявлення мало значний вплив на результати та вигляд фотографій, Бінґ завжди сама працювала зі своїми негативами. Вона також відкрила один із видів соляризації негативів, окремо від Мана Рея який в той час працював зі схожим процесом.

### Теми
Окрім портретів, Ільзе Бінґ цікавили насамперед міські мотиви. Її зачаровували архітектурні елементи та споруди, а також міська метушня. Її роботи неодноразово торкалися тем симетрії та ритму в повсякденних ситуаціях. Бінґ завжди працювала без додаткового освітлення, виключно з існуючими умовами освітлення, будь то освітлені вікна, вуличні ліхтарі, точкові світильники чи Ейфелева вежа, а також природне світло від сонця та місяця. На її роботах часто можна знайти відображення, наприклад у дощових калюжах, річках та морях. Бінґ розвинула почуття руху і спокою, які вона висловила на фотографіях води, а також людей та предметів.

## Слова як видіннятаЧисла у зображеннях

### Слова як видіння: логограми (1974)
У книзі, присвяченій Конраду Вольфу, Ільзе Бінґ представляє 111 слів, які перелічені трьома мовами (німецькою, англійською та французькою) та проілюстровані власними малюнками:
«Бути, мати, слова, так, ні, чому, тому що, добре, погано, злочин, біль, заздрість, моє, я, ти, вони, ідентичність, реальність, ілюзія, надія, очікування, натхнення, трепет, ненависть, любов, ідеал, сон, смерть, траур, пам'ятати, забутий, загублений, зниклий безвісти, наодинці, самотній, знуджений, живий, щасливий, посміхатися, коли, час, поза часом, зараз, вчора, завтра, коли-небудь, ніколи, остаточний, нескінченний, більше не, вічність, де, тут, ніде, ймовірно, можливо, точно, очевидно, досить, абсолютний, старий, новий, відкриття, винахід, шум, тиша, звук, потворний, красивий, теплий, гарячий, холодний, повільний, швидкий, готовий, насторожений, дуже, і, з, якщо, то, але, будь ласка, дякую, почати, почекати, до побачення, щось, все, нічого, це, демонічний, правда, брехня, хиба, помилка, сумнів, довіра, успіх, браво, повинен, шанс, небезпека, подія, епілог»
Бінґ пояснює вибір слів в епілозі книги:
"- я підібрала слова, як квіти в полі. першими були взяті ті, які сигналізували мені найсильніше. Немає видимих систем у виборі чи порядку слів, і все ж вони можуть розкривати приховане тіло моїх думок — "

### Числа у зображеннях: висвітлення числових значень (1976)
У цій роботі, опублікованій у 1976 році, Ільзе Бінґ присвячує себе числам і, таким чином, певною мірою повертається до витоків своєї академічної підготовки, коли вона ще вивчала математику та фізику. Як і в опублікованих раніше Словах як видіннях, книга повністю проілюстрована малюнками Бінґ.

Вона представляє свої думки та вірші про цифри наступним чином:
«Цей обмежений перелік не стосується всіх аспектів чисел, оскільки його функція полягає у висвітленні, а не в поясненні. Мова йде про найменші цифри, ті, які ми можемо перерахувати на пальцях. Адже це основа всього числового ряду, а також основа всіх математичних конструкцій.»

## Нагороди
- 1990: Women's Caucus for Art Award, Нью Йорк.
- 1993: First Gold Medal Award for Photography від National Arts Club, Нью Йорк.

## Виставки
- 1948: «Ilse Bing Photographs», Бруклінський музей
- 1985: «Ilse Bing: Three Decades of Photography», New Orleans Museum of Art
- 1986: «Ilse Bing», Міжнародний центр фотографії, Нью Йорк
- 1995: «Ilse Bing — Marta Hoepffner — Abisag Tüllmann. Drei Fotografinnen in Frankfurt», Історичний музей (Франкфурт)
- 1996: «Ilse Bing — Fotografien 1929—1956», Музей Сюрмондта — Людвіга, Аахен
- 2004: «Ilse Bing: Queen of the Leica», Музей Вікторії та Альберта, Лондон
- 2019: «Ilse Bing (1899—1998): Fotografien», Галерея Берінсон, Берлін
- 2020: «Ilse Bing: Paris and Beyond», Музей фотографії F11, Гонконг
- 2020: «Ilse Bing: Queen of the Leica», Клівлендський музей мистецтва

## Документальний фільм
Бінґ є однією з трьох фотографок, про яких ідеться у Drei Fotografinnen: Ilse Bing, Grete Stern, Ellen Auerbach, документальному фільмі 1993 року берлінського режисера Антонії Лерх.

## Публічні колекції її робіт
- Чиказький художній інститут[30]
- Музей мистецтв Нового Орлеана
- Гліндеборн
- Єврейський музей, Берлін
- Єврейський музей (Нью-Йорк)
- Музей мистецтв округу Лос-Анджелес
- Музей Фолькванга
- Музей модерного мистецтва (Нью-Йорк) (MoMA)
- Національна галерея Канади
- Державний музей (Амстердам)[31]
- Сан-Франциський музей модерного мистецтва
- Музей Вікторії та Альберта

## Подальше читання
- Barrett, Nancy (1985). Ilse Bing, three decades of photography. New Orleans: New Orleans Museum of Art. ISBN 978-0894940224. OCLC 469479874.
- Dryansky, Larisa (2006). Ilse Bing: photography through the looking glass. New York: H.N. Abrams. ISBN 978-0810955462. OCLC 608305260.
- Reynaud, François (1987). Ilse Bing : Paris 1931-1952. Paris, France: Musée Carnavalet. OCLC 680579906.
- Schmalbach, Hilary (1996). Ilse Bing: Fotografien 1929-1956. Aachen, Germany: Suermondt-Ludwig-Museum Aachen. ISBN 978-3929203127. OCLC 432873363.
- Misselbeck, Reinhold, ed. (1996). 20th Century Photography. Germany: Museum Ludwig Cologne. Taschen. ISBN 978-3822858677. OCLC 680579906.
- Greenspoon, Leonard J. (2013). Fashioning Jews: Clothing, Culture, and Commerce. West Lafayette, Ind.: Purdue University Press. ISBN 9781557536570. OCLC 1058492422.
- Wilson, Dawn (Winter 2012). Facing the Camera: Self-portraits of Photographers as Artists. The Journal of Aesthetics and Art Criticism. 70 (1): 56—66. doi:10.1111/j.1540-6245.2011.01498.x. JSTOR 42635856.
- David, Travis (1987). In and of the Eiffel Tower. Art Institute of Chicago Museum Studies. 13 (1): 5—23. JSTOR 4115922.
- Sarah, Kennel (Autumn 2005). Fantasies of the Street: Emigré Photography in Interwar Paris. History of Photography. 29 (3): 287—300. doi:10.1080/03087298.2005.10442803. JSTOR 4115922.